# Ficus subulata
Ficus subulata är en mullbärsväxtart som beskrevs av Carl Ludwig von Blume. Ficus subulata ingår i släktet fikonsläktet, och familjen mullbärsväxter. Inga underarter finns listade i Catalogue of Life.